# 주 간왕
동주 간왕(東周 簡王)는 주나라의 22대 왕이다. 이름은 이(夷)이다.
재위 기간중에 진(晉), 초(楚), 진(秦), 송(宋), 정(鄭)이 서로 전쟁을 벌였고 오(吳)가 발흥했으며, 그 공격에 의해 초가 멸망 직전의 상태까지 갔다.

## 생애
주 정왕(周定王)의 아들로 태어났다. 기원전 586년 11월 기유에 정왕이 사망하고 뒤를 이어 즉위하였다.
기원전 580년에 주공 초(周公楚)가 백여(伯輿)와 정권을 다투다 패하고 도망쳤다. 간왕은 유자(劉子)를 보내 정(鄄)에서 주공과 회맹을 맺게 하고, 그를 도로 불러들였다. 그러나 사흘 뒤에 주공은 진(晋)으로 망명해버렸다. 이 해에 진의 극지(郤至)가 후(鄇) 땅의 전토를 놓고 주(周)와 분쟁이 벌어져, 간왕이 유강공(劉康公)과 선양공(単襄公)에게 명해 진 여공(晋厲公)에게 호소하게 하였다.
기원전 573년 진의 난서(欒書)와 중항언(中行偃)이 주군인 여공을 죽였다. 주자(周子, 훗날의 진 도공悼公)이 유학하던 주의 수도로부터 불려와 진의 임금으로 추대되었다.
기원전 572년 9월 신유, 간왕은 사망하였다. 아들 희세심(姫泄心)이 주 영왕으로 즉위하였다.